# 金銀島
《金銀島》（英語：Treasure Island）是蘇格蘭的小說家羅伯·路易斯·史蒂文生的作品，描述海盜與藏寶的傳奇冒險故事。《金銀島》也是史蒂文生最著名的小說之一，被認為是一部教育小說，於1883年首度出版，曾經被改編成動畫電影和電視動畫。

## 故事簡介

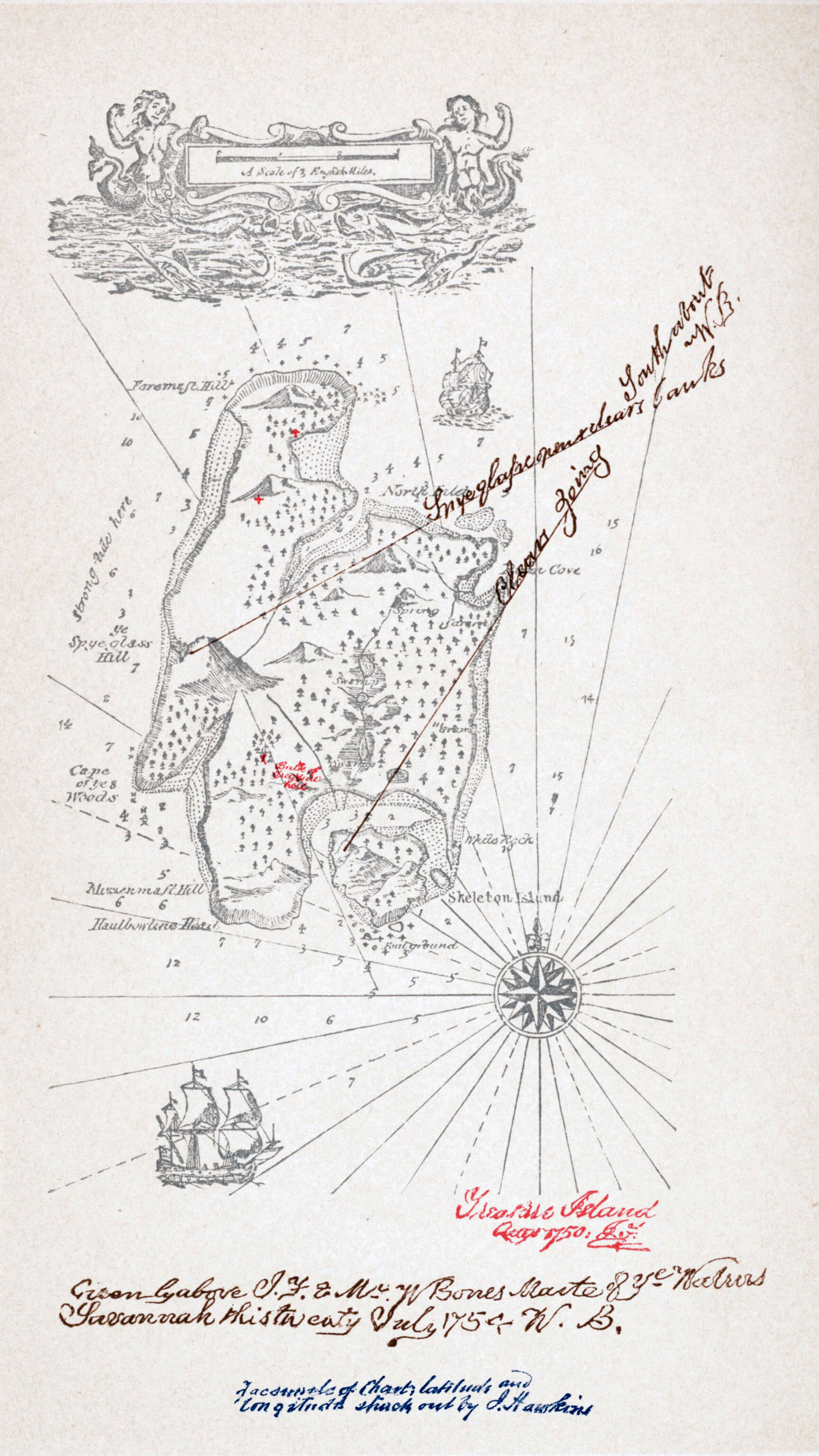
史蒂文生設計的藏寶圖

吉姆·霍金斯（Jim Hawkins）只有10歲，他們家在黑山海灣旁經營一家「海軍上將本保」（Admiral Benbow）的旅館。这天来了一位脸上有刀疤的旅客，他要別人叫他「比爾船長」。比爾整天喝酒，有时会给別人讲海盜的冒險故事，兴致来了还会唱“十五个人扒着死人箱，呦吼吼，蘭姆酒一瓶快来尝！别人都成了酒和魔鬼的牺牲品，呦吼吼，蘭姆酒一瓶快来尝！”比爾待人粗鲁，但特别害怕一个只有一条腿的海盗，叮嘱吉姆一定要留心那个一条腿的人。每天到下午日落的時候，比爾都會帶副望遠鏡到海邊觀看是否有船隻。不久，比爾船長收到海盜的「黑券（black spot）」，也就是最后通牒，要他明早交出藏宝图，否则必死。比爾極度害怕，中風而死。吉姆在他的箱子裏找到一張「金銀島」藏寶圖，标注了著名海盗弗林特船長在岛上埋藏的宝藏地址，比尔当年就是弗林特船长手下的海盗。
吉姆把藏宝图给了当地的乡绅、医生和船长，众人决定带吉姆一起去金银岛寻宝。他们雇了一艘大船——伊斯帕尼奧拉號，並招募了一些船员，其中有个一条腿的厨子。快到金银岛的时候，吉姆无意間偷听到了几个船员的对话，才发现一些海盗混入了船员中，并把大部分船员都招募了，承诺找到财宝后杀掉船长和医生，瓜分宝藏，海盗的头领就是那个一条腿的厨子——西尔弗（Silver），他原来也是弗林特船上的海盗，为人阴险狡诈，据说连弗林特都怕他。
吉姆把情形告诉了船长和医生，发现敌众我寡，只好和几个可靠的船员弃船上岛。在岛上两方发生激烈枪战，海盗抢夺藏宝图的进攻失败，但医生一方也有死伤。晚上吉姆溜出去，机智勇敢地和船上的留守海盗周旋，最终夺回大船。吉姆回到岛上后无意中遇到了困在岛上三年的海盗本·甘恩，本·甘恩也是弗林特的旧部。 本·甘恩找到了宝藏，愿意交出宝藏并和他们一起回国。医生把藏宝图交给了西尔弗，换取药品。西尔弗带海盗来到图上标注的藏宝处，被埋伏在此的医生等人伏击，死伤惨重。最终吉姆和医生一行携财宝而归。

## 創作靈感
1880年8月，史蒂文生與家人至蘇格蘭高地度假，他與繼子勞埃德·奧斯朋完成了一張地圖，因而有了創作小說的靈感，開始執筆撰寫《金銀島》。1881年10月，這部小說開始在《年輕人》雜誌連載。1883年11月14日由Cassell＆Co出版社首度出版。
最初激發史蒂文生靈感的那張水彩地圖在寄給出版社途中遺失，雖然史蒂文生之後又重畫了另一張地圖並附在小說初版內，但他曾表示：「對我來說，第二張地圖永遠都不屬於『金銀島』」。

## 主要改編作品

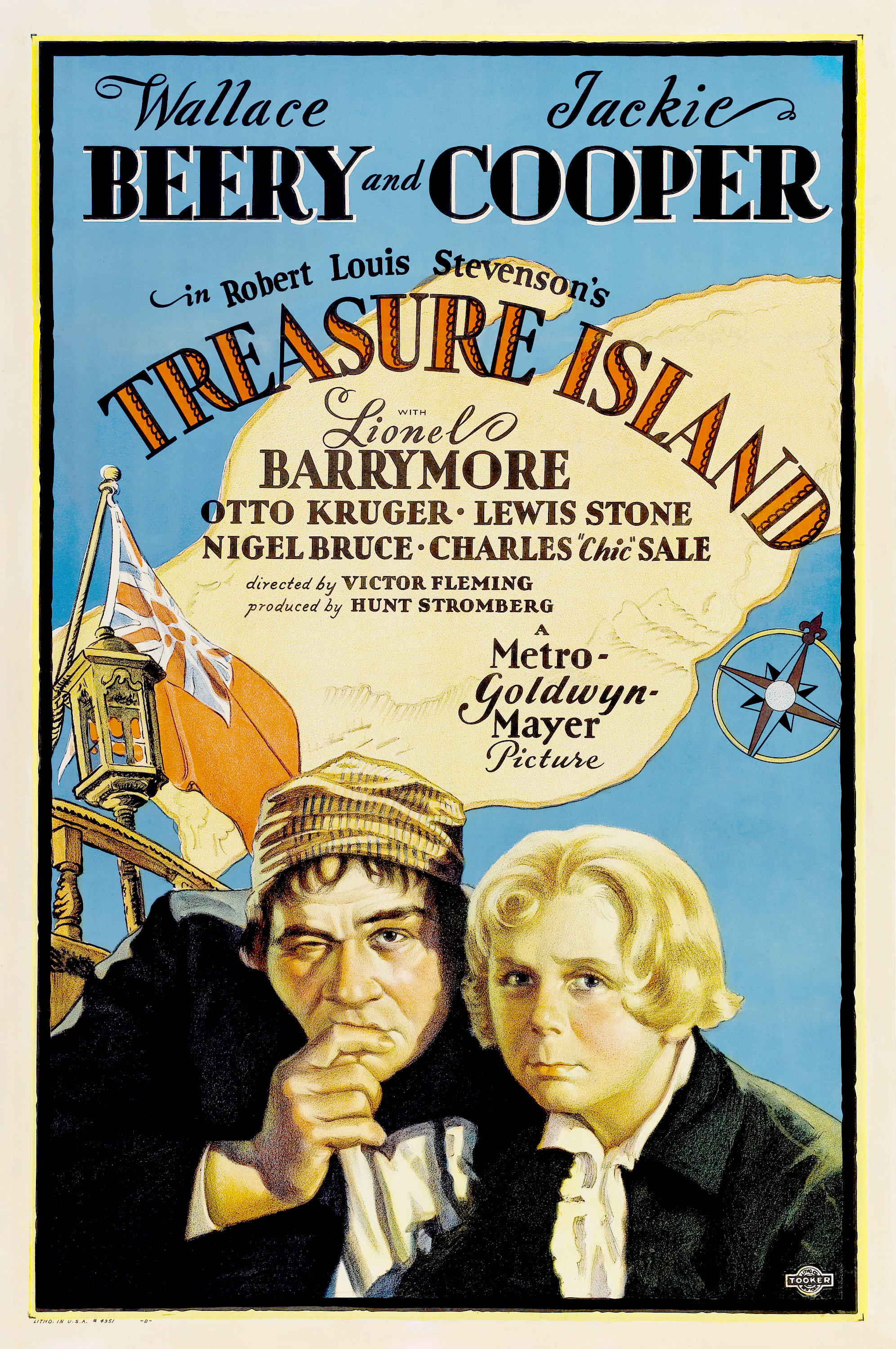
1934年電影的海報。

- 1920年的美国無聲電影《金銀島（英语：Treasure Island (1920 film)）》
- 1934年的美国電影《金銀島（英语：Treasure Island (1934 film)）》
- 1950年的美国迪士尼電影《金銀島（英语：Treasure Island (1950 film)）》，是迪士尼首部真人電影。其中演員勞勃·紐頓（英语：Robert Newton）（飾演西爾弗）的演技广受好评[2]。
- 1968年首播的英国电视剧《金银岛》
- 1971年的日本动画电影《动物金银岛（页面存档备份，存于）》
- 1971年的澳大利亚动画电视电影《金银岛》
- 1972年英法德意西合拍的电影《金银岛（页面存档备份，存于）》
- 1978年首播的日本动画剧《金銀島》
- 1987年意法德合拍的電視劇《太空金銀島（页面存档备份，存于）》，以原著為基礎的科幻電視劇。
- 1987年的澳大利亚动画电视电影《金银岛（页面存档备份，存于）》
- 1988年的苏联动画电影《重返金银岛（页面存档备份，存于）》
- 1990年英美合拍的电视电影《金银岛（页面存档备份，存于）》
- 1996年的美国电影《布偶金银岛（页面存档备份，存于）》
- 1998年首播的澳大利亚电视剧《搜寻金银岛（页面存档备份，存于）》
- 1998年的日本動畫電影《多啦A夢：大雄的南海大冒險》
- 1999年的美国电影《金银岛（页面存档备份，存于）》
- 2002年的美国迪士尼动画电影《星银岛》，是第43部迪士尼经典动画长片。
- 2006年的美国電影《神鬼奇航：天涯海角（英语：Pirates of Treasure Island）》
- 2012年英国与爱尔兰合拍的电视迷你剧《金银岛（页面存档备份，存于）》
- 2014年首播的美国前傳電視劇《黑帆》
- 2018年的日本动画電影《哆啦A梦：大雄的金银岛》

## 大眾文化
- 2010年11月13日，Google發布了紀念羅伯·路易斯·史蒂文森160週年誕辰的Google塗鴉，包括了描繪《金銀島》場景的插圖[3][4]。
- 中文版小说《金银岛》由张友松翻译。[5]

## 外部連結
- Treasure Island - 古腾堡计划
- Treasure Island, scanned and illustrated books at Internet Archive
- LibriVox中的公有领域有声书《Treasure Island》